# فرنسيسكو ليون فرانكو
فرنسيسكو ليون فرانكو هو سياسي إكوادوري، ولد في 13 أكتوبر 1832، وتوفي في 10 أغسطس 1880. حزبياً، نشط في Conservative Party (Ecuador) ‏.